# The Nameless
A "The Nameless" a Slipknot heavy metal együttes egyik dala. Szerepel a Vol. 3 (The Subliminal Verses) albumukon és egyetlen kislemezként szerepel az első koncertlemezükön, a 9.0 Live-on. A dalhoz tartozó videóklip 2005 végén lett felvéve és ez szerepelt az " MTV's Rock Top 10" listán második helyezettként.

## Dallista
| 1. | The Nameless (szerkesztett) | Corey Taylor | 3:44 |
| 2. | The Nameless                | Corey Taylor | 4:01 |

| 1. | Prosthetics (élő)                   | Slipknot     | 5:17 |
| 2. | The Nameless                        | Corey Taylor | 4:28 |
| 3. | Before I Forget (molt-injected mix) | Slipknot     | 4:40 |

| 1. | The Nameless (Élő)                     | Corey Taylor | 3:44 |
| 2. | The Nameless (továbbfejlesztett videó) | Corey Taylor | 4:28 |

## Fordítás
Ez a szócikk részben vagy egészben a The Nameless című angol Wikipédia-szócikk ezen változatának fordításán alapul.  Az eredeti cikk szerkesztőit annak laptörténete sorolja fel. Ez a jelzés csupán a megfogalmazás eredetét és a szerzői jogokat jelzi, nem szolgál a cikkben szereplő információk forrásmegjelöléseként.